# Генрі Джекмен
Генрі Джекмен (англ. Henry Jackman) — композитор, диригент, аранжувальник, піаніст, автор. Відомий своїми творами до кінофільмів.

## Освіта
Лондонська школа Святого Павла, Ітонський коледж, Фрамлінгемський коледж, Оксфорд. 

## Фільмографія
- 2006 — Код да Вінчі — оркестровка
- 2006 — Пірати Карибського моря: Скриня мерця — другорядний композитор
- 2006 — Відпустка за обміном — другорядний композитор
- 2007 — Пірати Карибського моря: На краю світу — другорядний композитор
- 2007 — Сімпсони в кіно — другорядний композитор
- 2008 — Точка обстрілу — другорядний композитор
- 2008 — Панда Кунґ-фу — другорядний композитор
- 2008 — Темний Лицар — другорядний композитор
- 2008 — Хенкок — другорядний композитор
- 2008 — Кунг-фу Панда: Секрети несамовитої п'ятірки — композитор
- 2009 — Як усе заплутано — додаткова музика
- 2009 — Монстри проти чужих — композитор
- 2010 — Пипець — композитор
- 2010 — Подорожі Гулівера — композитор
- 2011 — Вінні Пух — композито
- 2011 — Кіт у чоботях — композитор
- 2011 — Люди Ікс: Перший клас — композитор
- 2012 — На межі — композитор
- 2012 — Президент Лінкольн: Мисливець на вампірів — композитор
- 2012 — Ральф-руйнівник — композитор
- 2013 — G.I. Joe: Атака Кобри 2 — композитор
- 2013 — Це кінець — композитор
- 2013 — Турбо — композитор
- 2013 — Пипець 2 — композитор
- 2013 — Капітан Філліпс — композитор
- 2014 — Перший месник: Друга війна — композитор
- 2014 — Супер шістка — композитор
- 2014 — Інтерв'ю — композитор
- 2014 — Kingsman: Таємна служба — композитор
- 2015 — Пікселі — композитор
- 2016 — П'ята хвиля — композитор
- 2016 — Народження нації — композитор
- 2016 — Перший месник: Протистояння — композитор
- 2016 — Джек Річер: Не відступай — композитор
- 2017 — Конг: Острів Черепа — композитор
- 2017 — Кінгсман: Золоте кільце — композитор
- 2017 — Джуманджі: Поклик джунглів — композитор
- 2018 — Випробування вогнем — композитор
- 2018 — Хижак — композитор
- 2018 — Ральф-руйнівник 2: Інтернетрі — композитор
- 2019 — Іо — композитор
- 2019 — Покемон. Детектив Пікачу — композитор
- 2019 — American Skin — композитор
- 2019 — 21 міст — композитор
- 2019 — Джуманджі: Наступний рівень — композитор
- 2020 — Евакуація — композитор
- 2020 — Правило Комі — композитор
- 2021 — Чорна вдова — композитор
- 2021 — Сокіл та Зимовий солдат — композитор
- 2021 — Загублене серце — композитор
- 2021 — Щось не так з Роном — композитор
- 2022 — Сіра людина — композитор
- 2022 — Дивний світ — композитор
- 2023 — Евакуація 2 — композитор
- 2024 — Кодове ім'я «Червоний» — композитор